# Atlas Obscura
Atlas Obscura è una rivista online e compagnia di viaggi con sede negli Stati Uniti.

## Storia
È stata fondata nel 2009 dall'autore Joshua Foer e dal regista ed autore di documentari Dylan Thuras. Cataloga destinazioni di viaggio insolite e oscure tramite contenuti generati dagli utenti. Gli articoli sul sito Web trattano una serie di argomenti tra cui storia, scienza, cibo e luoghi oscuri.